# 河部利夫
河部 利夫（かわべ としお、1914年5月27日 - 2011年3月9日）は、日本の歴史学者。専門は東南アジア史。東京外国語大学名誉教授、東京国際大学名誉教授。

## 略歴
群馬県高崎市生まれ。旧制群馬県立前橋中学校（現・群馬県立前橋高等学校）、旧制第二高等学校を経て、1939年に東北帝国大学法文学部西洋史学科を卒業。東北大助手ののちタイ留学を経て、文部省民族研究所員、東京外国語大学教授。1977年定年退官、名誉教授、国際商科大学（東京国際大学）教授、教養学部長、名誉教授。

## 著書
- 『基礎タイ語』大学書林 1967
- 『世界の歴史 18　東南アジア』河出書房新社 1969 のち文庫
- 『東南アジアの視点』評論社 1969
- 『華僑』 (潮新書)潮出版社 1972
- 『タイ その変動の中で』 (泰流選書)泰流社 1977
- 『外国学ことはじめ』 (玉川選書) 玉川大学出版部 1979
- 『タイ国理解のキーワード』勁草書房 1989
- 『歴史の転換を生きて この五十年』玉川大学出版部 1995
- 『タイのこころ 異文化理解のあり方』勁草書房 1997
- 『アジアするこころ 異文化理解のあり方』玉川大学出版部 2002

### 共編著
- 『世界史便覧 テーブル式』祇園寺信彦共著 評論社 1957
- 『東南アジアの価値体系 第1  タイ』田中忠治共著 現代アジア出版会 1970
- 『世界人名辞典 西洋編 新版』保坂栄一共編 東京堂出版 1971
- 『世界人名辞典 東洋編 新版』中村義共編 東京堂出版 1973
- 『東南アジア社会文化辞典』編 東京堂出版 1978
- 『世界地名辞典 東洋編 新版』編 東京堂出版 1980
- 『異文化社会への接近 民族のこころ アジア編』編著 (国際協力新書）国際協力出版会 1991

## 論文
- <河部利夫